# Peter Dupas
 Peter Norris Dupas, nacido el 6 de julio de 1953, es un asesino en serie convicto de Australia. Actualmente cumple tres cadenas perpetuas sin libertad condicional por asesinato y por tratarse de un delincuente habitual grave. Tiene antecedentes penales muy graves que incluyen delitos sexuales y violentos, con un historial delictivo violento de más de tres décadas, sumado a que con cada liberación de prisión se sabe que ha cometido más delitos contra las mujeres cada vez con mayor violencia.  Su firma criminal es cercenar y mutilar los pechos a sus víctimas femeninas. 
Hasta 2007, Dupas estuvo condenado por tres asesinatos y es el principal sospechoso de al menos otros tres asesinatos que se cometieron en los alrededores de Melbourne durante las décadas de 1980 y 1990. 

## Primeros años
Peter Dupas fue el menor de tres hermanos en una familia que se describió como normal. Nació en Sídney, Nueva Gales del Sur, y su familia se mudó a Melbourne, Victoria, cuando aún era pequeño. Como sus hermanos eran mucho más grandes, sus padres ya mayores lo trataban como si fuera hijo único.   Dupas abandonó la escuela secundaria al completar el décimo grado y más tarde obtuvo su Certificado de Escuela Superior . 
El 3 de octubre de 1968, cuando tenía 15 años, Dupas visitó a su vecina de al lado y le pidió prestado un cuchillo para pelar verduras, con el que comenzó a atacar a la mujer.  La apuñaló en la cara, el cuello y la mano mientras ella intentaba defenderse de su ataque. Más tarde, cuando fue detenido, le dijo a la policía que no pudo evitarlo y que no sabía por qué comenzó a atacar a la mujer.  Lo pusieron en libertad condicional durante 18 meses y lo internaron en el Hospital Psiquiátrico Larundel para evaluarlo; fue liberado después de dos semanas y recibió tratamiento ambulatorio. 
En octubre de 1969, asaltaron un depósito de cadáveres ubicado en el Hospital de Austin y los cuerpos de dos ancianas fueron mutilados con el cuchillo de patólogo. Uno de los cuerpos presentaba una herida extraña infligida con un cuchillo en la zona del muslo. La policía cree que Dupas estuvo involucrado en el crimen ya que las heridas coincidieron con las de una víctima de asesinato posterior, Nicole Patterson. 
El detective superior Ian Armstrong, quien entrevistó a Dupas el 30 de noviembre de 1973 en la estación de policía de Nunawading, describió a Dupas como un hombre "débil y dócil" al momento de enfrentar a la autoridad.

## Delitos sexuales
El 25 de julio de 1974, Dupas fue condenado a nueve años de prisión, con un mínimo de cinco años, por haber atacado a una mujer en su propia vivienda. Dupas irrumpió en la casa de la víctima y la amenazó con un cuchillo. Luego la ató con una cuerda y la violó. Amenazó con lastimar a su bebé si ella se resistía a su ataque. El juez que dictaminó la sentencia calificó el delito como «una de las peores violaciones que se puedan imaginar».  Tras la sentencia, el psiquiatra de la prisión, Dr. Allen Bartholomew, señaló que Dupas negaba de manera constante su actividad delictiva y comentó: «Estoy razonablemente seguro de que este joven tiene un grave problema psicosexual, que utiliza la técnica de la negación como mecanismo de afrontamiento y que debe ser visto como potencialmente peligroso. La técnica de la negación dificulta en gran medida el tratamiento». 
En 1979, aproximadamente dos meses después de ser liberado, Dupas volvió a cometer abusos contra mujeres en cuatro ataques separados durante un período de diez días. El 28 de febrero de 1980, recibió una sentencia mínima de cinco años de prisión por tres cargos de agresión con intención de violar, lesiones maliciosas, agresión con intención de robar y agresión indecente.  Un informe de 1980 sobre Dupas afirmaba: «Poco se puede decir a su favor. Sigue siendo un hombre extremadamente perturbado, inmaduro y peligroso. Su libertad condicional fue un error». 
Dupas fue liberado nuevamente de prisión en febrero de 1985. Aproximadamente un mes después, violó a una joven de 21 años en una playa de Blairgowrie, Victoria . Después de bajarse de su vehículo, Dupas siguió a la mujer y la atacó, sujetándola al suelo a punta de cuchillo antes de violarla. Más tarde declaró a la policía: «Lamento lo ocurrido. Todos me decían que ya estaba bien. Nunca pensé que volvería a ocurrir. Solo quería vivir una vida normal». El 28 de junio de 1985, Dupas fue condenado a 12 años de prisión por la violación de Blairgowrie  y liberado en 1992 tras cumplir siete años de condena. 
Menos de dos años después de su liberación de prisión, Dupas fue arrestado por cargos de encarcelamiento falso por un incidente en el lago Eppalock en enero de 1994. Vestido con una capucha y armado con un cuchillo, cinta aisladora y esposas, Dupas siguió a una mujer que estaba de picnic y la atacó a punta de cuchillo en un bloque de baños, pero los amigos de ella lo persiguieron. Al salir del lugar estrelló su vehículo y fue detenido. El 18 de agosto de 1994, después de declararse culpable de un cargo de encarcelamiento injusto en el Tribunal del Condado de Bendigo, Dupas fue condenado a tres años y nueve meses de prisión, con un período mínimo de dos años y nueve meses.  En septiembre de 1996, se liberó a Dupas una vez más de prisión y él mudó a una casa en el suburbio de Pascoe Vale, en Melbourne. 

## Condenas por asesinato

### Nicole Patterson

Nicole Patterson

Nicole Amanda Patterson era una psicoterapeuta y consejera juvenil de 28 años que trabajaba en la Ardoch Youth Foundation, una organización creada para ayudar a los jóvenes que consumían drogas. Patterson deseaba tener su propia práctica privada y usaba su casa en Northcote como oficina. Colocó varios anuncios clasificados en un periódico local, el Northcote Leader, en un esfuerzo por ampliar su base de clientes. 
Dos vecinos informaron haber escuchado los gritos de una joven mujer que provenían de la casa de Patterson entre las 9:00 am y 9:30 en el día de su asesinato. Los intentos del novio de ella de comunicarse por la tarde fracasaron, lo que levantó sospechas. 
El 19 de abril de 1999, un amigo descubrió el cuerpo de Patterson en la sala de su residencia de Harper Street, Northcote. El amigo de Patterson había visitado el lugar para asistir a una cena. Al escuchar música de una radio y descubrir que la puerta principal no estaba cerrada con llave, entró en la casa y encontró el cuerpo de la joven severamente mutilado. 
Patterson murió a causa de 27 puñaladas en el pecho y la espalda.  Su cuerpo fue descubierto desnudo de cintura para abajo, su falda se halló en una habitación cercana y su ropa interior alrededor de sus tobillos. Le habían pegado al cuerpo pequeños trozos de cinta de PVC amarilla y le habían extirpado ambos pechos con un cuchillo afilado. Durante el ataque le robaron el bolso y el permiso de conducir. El arma homicida y los pechos de Patterson nunca fueron recuperados. 

#### Arresto
Las investigaciones policiales de la escena del crimen revelaron que Patterson tenía una cita a las 9 de la mañana con un nuevo cliente llamado "Malcolm", como estaba anotado en su diario personal, junto a un número de teléfono móvil.  Se rastreó el número y pertenecía a un estudiante indio de la Universidad La Trobe llamado "Harry". La policía supo que Dupas se había acercado a Harry para ofrecerle trabajo. El 22 de abril de 1999, Dupas fue arrestado al mediodía en el Hotel Excelsior de Thomastown y se lo acusó del asesinato de Patterson ese mismo día. 
Los registros telefónicos revelaron que Dupas había hecho tres llamadas telefónicas previas a Patterson para concertar una sesión de asesoramiento así poder tratar la depresión y una adicción al juego, la primera desde una cabina telefónica pública aproximadamente seis semanas antes de su asesinato. Durante las siguientes seis semanas, Dupas hizo llamadas a Patterson en un intento de establecer su vulnerabilidad. Dupas luego le dijo a la policía que canceló su cita con Patterson luego de que ella le dijera que su problema era algo que él podía resolver por su propia cuenta. 
La policía también notó rasguños en la cara y la mano de Dupas, consistentes con una pelea reciente. Dupas afirmó que los arañazos se produjeron cuando estaba trabajando en el cobertizo de su patio trasero y un trozo de madera lo golpeó mientras usaba un torno; sin embargo, Dupas no tenía un torno. Más tarde cambió su versión de los hechos y afirmó que las lesiones se produjeron mientras trabajaba en el cobertizo y caminaba cerca de un trozo de madera que sobresalía. 
Una pericia policial de la casa de Dupas reveló ropa manchada de sangre, cinta de PVC similar a la encontrada en la escena del crimen, un pasamontañas, recortes de periódico que detallaban el asesinato de Patterson y también un papel que contenía su anuncio de servicios de psicoterapia. 

#### Juicio y apelación
Después de retirarse por menos de tres horas, el jurado regresó para emitir un veredicto de culpabilidad . El 22 de agosto de 2000, al condenar a Dupas a cadena perpetua sin posibilidad de libertad condicional, el juez Frank Vincent señaló:
Las perspectivas de su eventual rehabilitación deben considerarse tan desesperanzadoras que pueden descartarse. No hay indicio alguno de que haya sentido remordimiento alguno por lo que hizo y dudo que sea capaz de una respuesta humana similar. Fundamentalmente, como seres humanos, nos plantean la terrible, amenazante e incontestable pregunta: ¿Cómo llegó a ser como es? 
Dupas compareció ante el Tribunal de Apelaciones de la Corte Suprema de Victoria en agosto de 2001 para apelar su condena por el asesinato de Patterson. Su apelación fue desestimada. 

### Margaret Maher

Margaret Maher

Margaret Josephine Maher, de 40 años, era una trabajadora sexual del área de Melbourne que fue vista con vida por última vez en el supermercado Safeway a las 12:20 a. m. en Broadmeadows el 4 de octubre de 1997. 
Su cuerpo fue descubierto debajo de una caja de cartón que contenía piezas de computadora a la 1:45 p. m. del 4 de octubre de 1997 por un hombre que hizo el descubrimiento mientras recogía aluminio con su esposa y su hermana al lado de Cliffords Road, en Somerton.  Cerca del cuerpo de Maher se encontró un guante de lana negro y la policía confirmó luego que contenía ADN coincidente con el de Dupas. 
Una autopsia reveló que Maher había sufrido una puñalada en la muñeca izquierda, hematomas en el cuello, un traumatismo contundente causado por un bloque de cemento en la zona de la ceja derecha y laceraciones en el brazo derecho.  A Maher le habían extirpado el pecho izquierdo y lo habían colocado en su boca. En el momento del asesinato de Maher, Dupas llevaba poco más de un año fuera de prisión tras cumplir condena por delitos de violación y ya no estaba bajo la supervisión de la agencia correccional del gobierno, Corrections Victoria . 
Dupas ya estaba cumpliendo cadena perpetua sin libertad condicional por el asesinato de Patterson en el momento de su arresto por el asesinato de Maher. Con Dupas bajo custodia, la policía pudo obtener una muestra de ADN, vinculándolo con el asesinato de Maher en 1997.

#### Juicio
Durante el juicio que duró tres semanas, se presentó evidencia al jurado de que la extirpación de los senos de Patterson y Maher eran tan "sorprendentemente similares" que eran una firma o sello de firma común a ambos crímenes, con lo que se identificó así a Dupas como el asesino de ambas mujeres.  El jurado, al que no se le informó que Dupas ya estaba cumpliendo cadena perpetua por el asesinato de Patterson, tardó menos de un día en condenarlo por su segunda condena por asesinato. Al escuchar al jurado emitir el veredicto de culpabilidad, Dupas afirmó que "es un tribunal canguro" antes de que el personal del tribunal lo condujera para comenzar a cumplir su sentencia. 

Después del veredicto de culpabilidad, Kylie Nicholas, hermana de Patterson, describió a Dupas como "el depredador más malvado, un psicópata, un auténtico depredador, astuto y repulsivo. Es un mal tan poco común que llega a este mundo y que ha destruido a estas mujeres y nuestras vidas. Solo rezamos para que este hombre rinda cuentas por todo lo que ha hecho".  Ian Joblin, psicólogo forense de Melbourne, presentó un informe al tribunal intentando explicar la reincidencia sexual de Dupas:
"Dupas atacaba a mujeres para cumplir fantasías de conquista y control... Para Dupas, la agresión real no ha estado a la altura de la fantasía que la precedió y, a veces, se percibe como decepcionante... No se siente seguro ni por su actuación ni por la respuesta de su víctima y debe buscar otra víctima, esta vez "la indicada". Por lo tanto, sus agresiones se vuelven bastante repetitivas".  
El 16 de agosto de 2004, Dupas fue declarado culpable del asesinato de Maher, cometido el 4 de octubre de 1997, y condenado a una segunda pena de cadena perpetua. Durante la sentencia, Kaye comentó que habría sentenciado a Dupas a cadena perpetua por el asesinato de Maher incluso si no hubiera matado a Patterson y también comentó que habría sentenciado a Dupas a cadena perpetua por su próximo crimen, incluso si no hubiera matado a nadie, porque Dupas era un delincuente habitual y muy violento sin signos de rehabilitación, diciendo:
"En vista de sus terribles antecedentes penales y de la naturaleza particularmente grave del delito por el que ha sido condenado, lo adecuado es que se le condene a cadena perpetua. Incluso si el asesinato de Nicole Patterson nunca hubiera ocurrido, no dudaría en imponerle una pena de cadena perpetua.

 "Está claro, tanto en el presente caso como en sus condenas anteriores por violación y delitos similares, que su crimen está relacionado con una necesidad de él de reivindicar un odio pervertido y sádico hacia las mujeres y un desprecio hacia ellas y su derecho a la vida. Por tanto, el presente delito debe caracterizarse como una de las categorías más graves de asesinatos que se presentan ante este Tribunal.
"Usted mató intencionalmente a una mujer inofensiva e indefensa que, como todas sus otras víctimas, no tenía ninguna posibilidad de protegerse de usted. En el momento en que usted cometió ese delito, durante casi tres décadas había aterrorizado a las mujeres de este Estado. Usted ha violado repetidamente una norma central de una sociedad civilizada decente. Su conducta en el presente caso no tiene atenuación ni paliación. No ha habido ningún reconocimiento por parte suya de su mala conducta. Más bien, repitió el mismo delito, con aún más brutalidad, 18 meses después de asesinar a Margaret Maher.

 "Debido a sus reiterados delitos violentos y a la gravedad de este delito, no hay perspectivas de rehabilitación. No se ha presentado nada en su nombre que indique que existe la más mínima esperanza para usted. Incluso si la hubiera, cualquier consideración de rehabilitación debe, en este caso, subordinarse a la gravedad de su delito, la necesidad de imponer un castigo justo y el principio de disuasión general. Todas estas circunstancias se combinan, en mi opinión, no solo para justificar, sino también para exigir que no fije una pena mínima". 

#### Apelación
El 25 de julio de 2005, Dupas compareció ante el Tribunal de Apelaciones de la Corte Suprema de Victoria para apelar su condena por el asesinato de Maher. Su apelación fue desestimada. 

### Halvagis de Mersina

Mersina Halvagis

Mersina Halvagis era una joven de 25 años de Melbourne que fue asesinada en un ataque el 1 de noviembre de 1997 mientras visitaba la tumba de su abuela en la sección ortodoxa griega del cementerio de Fawkner, en Fawkner, un suburbio al norte de Melbourne.  Tenía planeado encontrarse con su prometido ese día más tarde, pero cuando ella no se presentó, él dio la alarma.  
El cuerpo de Halvagis fue descubierto a las 4:35 a.m. del 5 de noviembre de 1997 por su prometido en un terreno vacío, a tres tumbas de donde estaba enterrada su abuela. La propia Halvagis fue enterrada más tarde en el Cheltenham Memorial Park, Melbourne. La policía cree que Halvagis fue atacada por detrás mientras se arrodillaba para atender un arreglo floral y que murió a causa de heridas graves, incluidas 87 puñaladas en las rodillas y el cuello, y la mayoría de las heridas concentradas alrededor de los senos. La ropa superior le había sido puesta sobre la cabeza, hacia el pecho. 
La casa de Dupas en Coane Street, Pascoe Vale, estaba cerca del cementerio.  El asesinato de Halvagis había permanecido sin resolver desde 1997 y el gobierno del estado de Victoria, junto con la policía, ofrecía una recompensa de un millón de dólares australianos por información que condujera a un arresto. La gran recompensa fue la cuarta que se hizo, de un millón de dólares, en la historia de Victoria.  
Frank Cole, un anciano residente de Pascoe Vale, afirma que vio a Dupas saliendo del cementerio de Fawkner el día del asesinato. Una mujer anónima que estaba visitando la tumba de sus padres el día del asesinato también había visto a Dupas con gafas de sol trotando tranquilamente por el cementerio.

#### Indagatoria
Una indagatoria sobre la muerte de Halvagis ante el forense Graeme Johnstone analizó evidencia circunstancial en el caso contra Dupas en relación con el asesinato:
- Nueve testigos identificaron a Dupas como un hombre que vieron en el cementerio de Fawkner el día que atacaron a Halvagis.
- La tumba del abuelo de Dupas se encuentra a 128 metros de la escena del crimen.
- Dupas frecuentaba el 'First and Last Hotel', ubicado frente al cementerio Fawkner.
- Dupas mintió a la policía sobre una lesión facial que recibió en el momento del ataque a Halvagis.
- Dupas intentó alterar su apariencia después del asesinato de Halvagis.
- Dupas fue identificado a partir de fotografías policiales por una mujer que dijo haberlo visto minutos antes del ataque a 20 metros de donde ocurrió el asesinato de Halvagis.

Scarlett, detective principal, dijo en la investigación que un automóvil que se sabe que fue utilizado por Dupas en el momento del asesinato fue vendido a un compañero de trabajo el mes siguiente al asesinato de Halvagis. Desde entonces el coche fue triturado como chatarra y nunca fue examinado por los detectives. 
El patólogo forense profesor David Ransom, quien comparó las heridas sufridas por Halvagis con las de Patterson y Maher, dijo en la investigación que no había pruebas suficientes para sugerir que fueron infligidas con el mismo cuchillo o por la misma persona que había asesinado a las otras víctimas de Dupas. 
El abogado de Dupas, David Drake, informó a la investigación que la única evidencia que vinculaba a Dupas con el asesinato de Halvagis era el hecho de que Dupas había vivido cerca del cementerio de Fawkner y su reputación basada en condenas anteriores por delitos similares. Dijo además que la policía se había basado en su creencia de que Dupas tenía una propensión a atacar a las mujeres con cuchillos, vinculándolo así con el crimen. 
El 1 de agosto de 2006, la investigación se aplazó indefinidamente después de que la policía presentara cargos contra Dupas por el asesinato de Halvagis.  

#### Arresto
Después de obtener una orden judicial que otorgaba permiso para entrevistar a Dupas en relación con el asesinato de Halvagis, la policía recogió a Dupas de la prisión HM Barwon el 2 de septiembre de 2006 y lo llevó a la sede de la policía de St Kilda Road en Melbourne para interrogarlo.  El 11 de septiembre de 2006, la policía acusó a Dupas del asesinato de Halvagis,  después de que el abogado de Melbourne caído en desgracia, Andrew Fraser, revelara que Dupas confesó el asesinato de Halvagis mientras cortaba maleza en el jardín en la prisión de Port Phillip durante 2002. 

Fraser dijo a la policía que una vez encontró un cuchillo casero escondido entre la maleza en la prisión y llamó a Dupas para que lo inspeccionara, momento en el que se produjo la confesión:
“Solíamos encontrar cosas escondidas en el jardín: drogas, armas y otras cosas. Una vez encontré un cuchillo casero y llamé a Dupas para mostrárselo. Me lo quitó y comenzó a manipularlo, casi acariciándolo de forma sexual. Entonces Dupas comenzó a decir “Mersina, Mersina” una y otra vez con una mirada extraña en su rostro. Ciertamente no me quedó ninguna duda de que Dupas asesinó a Mersina.

 "Esto no fue una especie de confesión en prisión, en la que alguien entró, se sentó en una celda una noche y tomó una cerveza con otro prisionero y supuestamente alguien dijo algo. Es mucho más fuerte que eso. Dupas y yo hablábamos regularmente, sólo nosotros dos. Esto fue durante meses y meses en los que él estuvo hablándome y confiándome cosas.
"Hubo una ocasión en que otro prisionero se acercó a nosotros mientras estábamos haciendo jardinería y comenzó a insultar a Dupas. Este prisionero le gritaba a Dupas: “Mataste a Mersina, mataste a Mersina”.

 "Después de irse, Dupas se volvió hacia mí y me dijo: '¿Cómo sabe ese cabrón que lo hice yo?' 
Tras aceptar testificar contra Dupas, Fraser fue liberado del Centro Correccional de Fulham en Sale el 11 de septiembre de 2006,  dos meses antes de cumplir su condena de cinco años por tráfico de drogas .  El gobierno de Victoria declaró que Fraser era elegible para solicitar una parte de la recompensa de un millón de dólares ofrecida por información que condujera al arresto por el asesinato de Halvagis. 

#### Presentación directa a juicio
El Director de Procesamientos Públicos de Victoria retiró el cargo de asesinato en el Tribunal de Magistrados de Melbourne y solicitó que el caso contra Dupas se enviara directamente a juicio, evitando el proceso de audiencia preliminar.  El 26 de septiembre de 2006, Dupas compareció a través de un videochat ante el Tribunal Supremo de Victoria, acusado del asesinato de Halvagis, y se declaró inocente . Drake, el abogado de Dupas, dijo a la Corte Suprema que su cliente estaba siendo tratado injustamente al saltarse el proceso habitual de una audiencia de procesamiento en el Tribunal de Magistrados.  El Tribunal Supremo de Victoria decidió si Dupas debía afrontar una audiencia preliminar en noviembre de 2006.  El 14 de noviembre de 2006, Dupas compareció ante el Tribunal Supremo de Victoria ante el juez John Coldrey, donde solicitó la oportunidad de poder interrogar al testigo Andrew Fraser antes de que se celebrara un juicio penal. 
El 12 de diciembre de 2006, la Corte Suprema de Victoria ordenó que Dupas fuera llevado directamente a juicio por el asesinato de Halvagis, evitando el proceso habitual de audiencia preliminar. 

#### Ensayo
El testigo de la fiscalía y abogado deshonrado, Andrew Fraser, describió al jurado cómo Dupas atacó a Halvagis. Fraser ahora ha presentado una reclamación para obtener la recompensa de un millón de dólares. 
Dupas fue declarado culpable del asesinato de Halvagis el 9 de agosto de 2007 y compareció a una audiencia previa a la sentencia ocho días después.  Dupas fue condenado a su tercera cadena perpetua sin pena mínima.  El juez sentenciador permitió que una cámara de televisión grabara la sentencia de Dupas, la única sentencia televisada en Australia desde 1995, del asesino de niños Nathan John Avent .  Al sentenciar a Dupas, el juez dijo: "vida significa vida".
El 10 de septiembre de 2007, los abogados de Dupas presentaron una apelación alegando que el veredicto de culpabilidad por el asesinato de Halvagis era inseguro y poco satisfactorio. 
El 17 de septiembre de 2009, la apelación de Dupas contra la condena fue confirmada en el Tribunal de Apelaciones de Victoria por una mayoría de dos a uno. El Tribunal dictaminó que las instrucciones del juez en el juicio original eran inadecuadas.  El 14 de octubre de 2009, los abogados de Dupas argumentaron que los procedimientos contra él debían suspenderse permanentemente debido a la publicidad que rodeó el caso. El juez de la Corte Suprema de Victoria, Paul Coghlan, no estuvo de acuerdo y fijó la fecha del juicio para el 7 de abril de 2010.  El 26 de octubre de 2010, comenzó un nuevo juicio por el asesinato de Halvagis en el Tribunal Supremo de Victoria. El 19 de noviembre de 2010, Dupas fue nuevamente condenado por el asesinato de Halvagis después de tres días y medio de deliberaciones del jurado.  El 26 de noviembre de 2010, Dupas fue condenado a cadena perpetua sin posibilidad de libertad condicional. 
Debido a una orden judicial en 2019, a Channel Seven se le impidió transmitir el episodio de Beyond the Darklands con Dupas. 

## Otros presuntos asesinatos

### Helen McMahon
McMahon era una mujer de 47 años que fue encontrada golpeada hasta la muerte en una playa de Rye el 13 de febrero de 1985. Estaba tomando el sol en topless en la playa cuando fue atacada. Su cuerpo fue descubierto desnudo y cubierto por su propia toalla de playa. El lugar del asesinato fue cerca del lugar donde Dupas había violado anteriormente a una mujer de 21 años en una playa de Blairgowrie, por lo que fue condenado y cumplió una pena de prisión. Originalmente se pensó que Dupas estaba en prisión en el momento del asesinato de McMahon y no fue liberado hasta dos semanas después; sin embargo, los investigadores se enteraron de que Dupas estaba en licencia previa a su liberación de la prisión y vivía en el área de Rye cuando McMahon fue asesinado.  La policía cree que McMahon puede haber sido la primera víctima de asesinato de Dupas, aunque su asesinato permanece oficialmente sin resolver. 

### Renita Brunton
Dupas es sospechoso del asesinato de Brunton, de 31 años, en la cocina de su tienda de ropa de segunda mano en un centro comercial de Sunbury, Victoria, el 5 de noviembre de 1993.  Los investigadores descubrieron que Brunton había sido apuñalado 106 veces. 

### ¿Kathleen Downes
Dupas es sospechoso del asesinato de Downes, de 95 años, en el hogar de ancianos Brunswick Lodge en Brunswick . Downes fue apuñalado hasta la muerte a las 6:30 am del 31 de diciembre de 1997,   un mes después del asesinato de Halvagis. Las investigaciones policiales revelaron que Dupas había llamado por teléfono al asilo de ancianos algún tiempo antes del asesinato. Dupas fue acusado del asesinato de Downes en febrero de 2018. 

## Casamiento
McConnell describió su matrimonio con Dupas durante la investigación del asesinato de Halvagis:
"Él insistió en que estaba enamorado de mí..." y que con mi ayuda podría salir de sí mismo y convertirse en una persona normal. Acepté (casarme con Dupas), no por un amor particular hacia este hombre, sino por un sentido de responsabilidad de ayudarlo a convertirse en un miembro útil de la comunidad. En mi mente, nuestra relación era de madre e hijo.  "Nuestra vida sexual era muy básica, casi inexistente. Lo hacía por sentido de responsabilidad... Llegó un punto en que no podía soportar que me tocara. 
Su nueva esposa lo encontró egocéntrico, perezoso, necesitado y esnob, y se divorciaron a mediados de los años 1990.  

## La vida en prisión
En 2006, Dupas estaba cumpliendo sus condenas entre la unidad de protección de máxima seguridad del Centro Correccional de Port Phillip, en Laverton  y la prisión HM Barwon en Lara, un suburbio al norte de Geelong . Ha intentado suicidarse varias veces mientras estaba en prisión. El personal penitenciario lo describe como un prisionero modelo mientras estaba bajo custodia y "un monstruo" cuando era liberado. 

## Resumen de condenas penales
| Fecha                   | Condena                 | Comentarios |
| ----------------------- | ----------------------- | --- |
| 25 de julio de 1974     | Violación               | Condenado a 9 años de prisión. |
| 28 de febrero de 1980   | Violación               | Cometido dos meses después de salir de prisión. Condenado a 5 años de prisión.                                                                        |
| 28 de junio de 1985     | Violación               | Cometido 4 días después de salir de prisión. Condenado a 12 años de prisión.                                                                          |
| 18 de agosto de 1994    | Encarcelamiento injusto | Condenado a 3 años de prisión. |
| 22 de agosto de 2000    | Asesinato               | Nicole Patterson. Condenado a cadena perpetua sin plazo mínimo de prisión.                                                                            |
| 16 de agosto de 2004    | Asesinato               | Margaret Maher. Condenado a cadena perpetua sin plazo mínimo de prisión.                                                                              |
| 9 de agosto de 2007     | Asesinato               | Halvagis de Mersina. Condenado a cadena perpetua sin período mínimo el 27 de agosto de 2007. La condena se anuló tras una apelación exitosa de Dupas. |
| 19 de noviembre de 2010 | Asesinato               | Mersina Halvagis (nuevo juicio). Condenado a cadena perpetua sin período mínimo el 26 de noviembre de 2010.                                           |

## Cronología
- 6 de julio de 1953: nace Peter Norris Dupas.
- 3 de octubre de 1968: a los quince años, apuñaló a su vecina y recibió dieciocho meses de libertad condicional.
- 25 de julio de 1974: condenado a pena de 5 a 9 años de prisión por violación a la edad de 21 años.
- 1979: aproximadamente dos meses después de su liberación de prisión, Dupas volvió a abusar de mujeres en cuatro ataques separados durante un período de diez días.
- 28 de febrero de 1980: Dupas recibió una sentencia mínima de cinco años de prisión por tres cargos de agresión con intención de violar, lesiones maliciosas, agresión con intención de robar y agresión indecente.
- Febrero de 1985: Liberado de la prisión.
- 28 de junio de 1985: Dupas fue condenado a doce años de prisión por violación cometida cuatro días después de su liberación de prisión.
- Menos de dos años después de su liberación de prisión, Dupas fue arrestado por cargos de encarcelamiento falso por un incidente en el lago Eppalock en enero de 1994.
- 18 de agosto de 1994: tras declararse culpable de un cargo de encarcelamiento injusto, Dupas fue condenado a tres años y nueve meses de prisión, con un período mínimo de dos años y nueve meses.
- Septiembre de 1996: Dupas es liberado de prisión.
- 4 de octubre de 1997: se descubrió el cuerpo de Maher.
- 1 de noviembre de 1997: Halvagis fue asesinada. El cuerpo fue descubierto al día siguiente.
- 31 de diciembre de 1997: Downes fue asesinado. Dupas fue acusado de asesinato en febrero de 2018.
- 19 de abril de 1999: se descubrió el cuerpo de Patterson.
- 22 de abril de 1999: la policía arrestó a Dupas.
- 22 de agosto de 2000: condenado a cadena perpetua por el asesinato de Patterson sin período mínimo de prisión.
- 16 de agosto de 2004: Dupas fue declarado culpable del asesinato de Maher y condenado a una segunda pena de cadena perpetua.
- 11 de septiembre de 2006: la policía acusó a Dupas del asesinato de Halvagis.
- El 9 de agosto de 2007: Dupas fue declarado culpable del asesinato de Halvagis.
- 27 de agosto de 2007: Dupas condenado a cadena perpetua por el asesinato de Halvagis.
- 17 de septiembre de 2009: Se confirma la apelación de Dupas contra la condena por el asesinato de Halvagis y se anula el veredicto.
- 25 de octubre de 2010: comienza el segundo juicio por el asesinato de Halvagis.
- 19 de noviembre de 2010: Dupas es condenado por segunda vez por el asesinato de Halvagis.
- El 26 de noviembre de 2010: fue condenado a cadena perpetua por el asesinato de Halvagis, sin pena mínima. Esto significa que Dupas no podrá optar a la libertad condicional, al no existir pena mínima, y pasará el resto de su vida en prisión.